# Thaleropis ionia

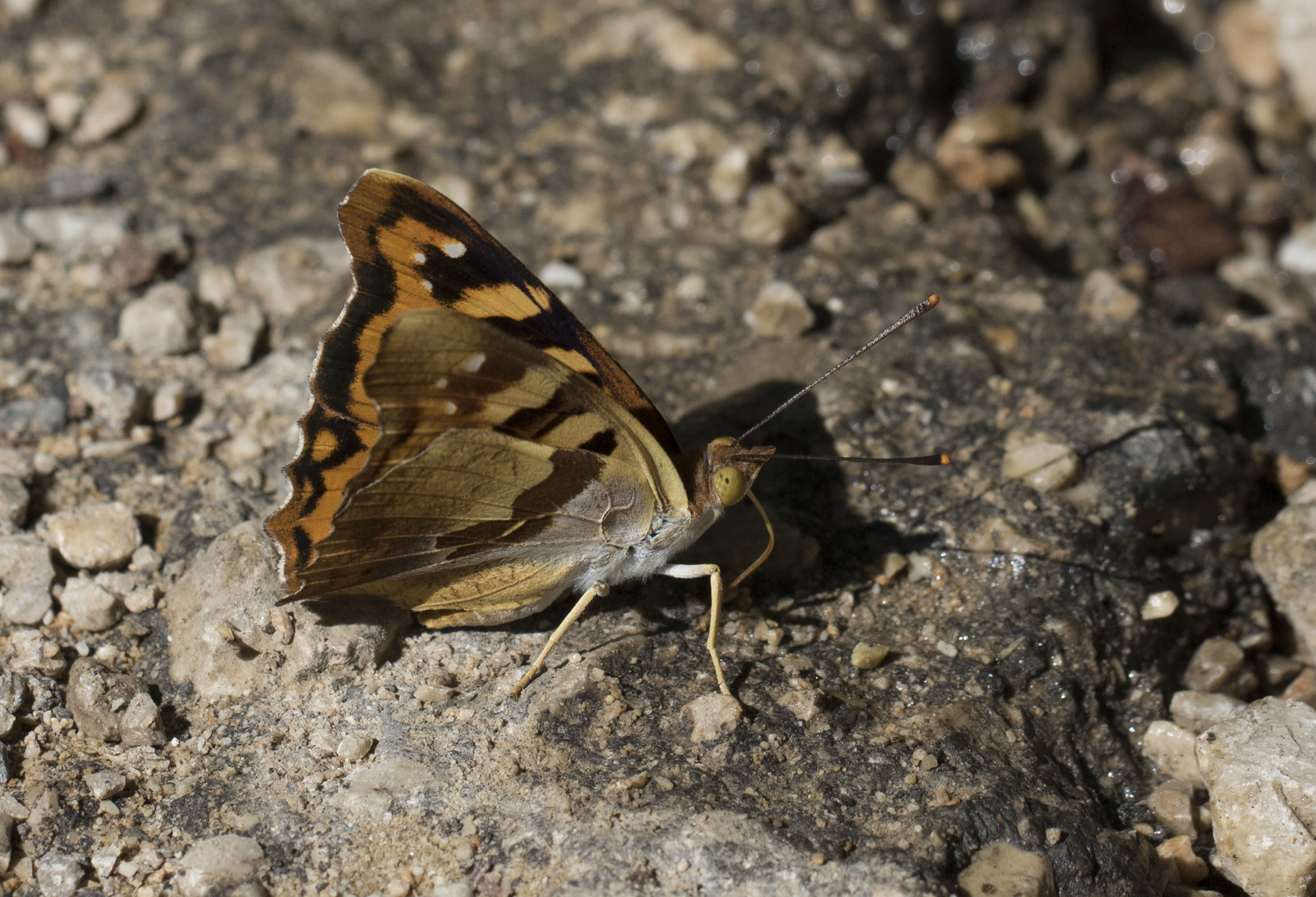
Flügelunterseite

Thaleropis ionia ist ein Schmetterling (Tagfalter) aus der Familie der Edelfalter (Nymphalidae).

## Merkmale

### Falter
Die Flügelspannweite der Falter beträgt 35 bis 45 Millimeter. Die Grundfarbe der Flügeloberseiten ist orange braun. Im Gegensatz zu fast allen Schillerfalterarten fehlt ein irisierender Blauschimmer. Auf den Flügeln hebt sich ein aus schwarzen Flecken und Binden bestehendes Muster ab. Nahe am Apex der Vorderflügel, die einen leicht konkaven Außenrand besitzen, befindet sich ein weißer Fleck, unter dem sich weitere sehr kleine weiße Punkte fortsetzen. Die Vorderflügelunterseite hat eine verwaschene gelbgraue bis gelbbraune Tönung, von der sich dunkle Binden und Flecke abheben. Die Hinterflügelunterseite zeigt ein breites dunkelbraunes gezacktes Diskalband auf hellbraunem Grund.

### Ähnliche Arten
Der Kleine Schillerfalter (Apatura ilia) in der Rotschillerform f. clytie ist schon aufgrund seiner deutlich größeren Flügelspannweite von 55 bis 60 Millimetern leicht von Thaleropis ionia zu unterscheiden.

## Verbreitung
Das Verbreitungsgebiet von Thaleropis ionia umfasst die Türkei, den Nordosten des Irak, den Nordwesten des Iran, den Südwesten Russlands, Armenien, Aserbaidschan, Georgien sowie den Kaukasus.

## Lebensraum und Lebensweise
Thaleropis ionia lebt in Gebüsch reichem Gelände oder in lichten Wäldern, in denen Zürgelbäume (Celtis) oder Weiden (Salix) vorhanden sind, meist in der Nähe von Flüssen und Bächen. Die Falter schlüpfen zwischen Juni und September und paaren sich im Sommer. Lediglich die Weibchen überwintern, fliegen erneut ab März bis in den Mai und legen dann ihre Eier an Weiden- oder Zürgelbäumen ab. Die Raupen bevorzugen schattige Plätze. Sie fertigen ein Gespinst zwischen zwei Blättern an.